# Мануфактура Бове
Мануфактура Бове (фр. Manufacture de Beauvais) — мануфактура по производству безворсовых ковров — шпалер, впоследствии называемых гобеленами. Основана в XVII веке в городе Бове на севере Франции, столице департамента Уаза. Город расположен в 62 км к юго-западу от Амьена и в 78 к северу от Парижа, в месте слияния рек Терен и Авелон.
Мануфактура Бове считается второй по значению после Королевской мануфактуры Гобеленов в Париже. В 1518—1548 годах в Бове уже существовало производство ковров, называемых мильфлёрами.
В 1664 году, почти одновременно с мануфактурой Гобеленов в Париже и мануфактурой Обюссон, мастерская в Бове по распоряжению Жана-Батиста Кольбера, министра финансов короля Людовика XIV, была приобретена в казну и также стала именоваться королевской. Но в отличие от столичной мануфактура в Бове выполняла заказы частных лиц.
Основателем и первым директором мануфактуры был Луи Гинар (Louis Hinard), уроженец города Бове, негоциант, предприниматель и знаток ткацкого ремесла. Ранее он уже руководил ткацкими мастерскими в Париже, производившими традиционные вердюры (фр. verdure — зелень, трава, листва) с изображениями животных и птиц на фоне природы, и ковры с пейзажными мотивами. Но в 1684 году он не смог справиться с делами и был арестован за долги. Мануфактура и производство были восстановлены в том же году усилиями Филиппа Бегагля Старшего (Philippe Behagle, 1641—1705), фламандского мастера из Ауденарде, ранее работавшего также в традиционном центре ковроткачества Турне. Бегагль стал финансовым и художественным директором мануфактуры, преодолев экономические трудности, управлял ей двадцать семь лет, и в этот период производство во всех отношениях достигло самого высокого уровня.
Известно также, что сын и ученик мастера — Филипп Бегагль Младший (? — 1734) — был первым мастером шпалерной мануфактуры в Санкт-Петербурге.
Первым успехом Бегагля как руководителя мануфактуры стала серия «Гротески на жёлтом фоне» (Grotesques à fond Jaune), созданная в 1689 году по картонам Ж.-Б. Моннуайе, живописца, писавшего натюрморты с цветами во «фламандском стиле». Композиции «гротесков» сложились под влиянием знаменитого рисовальщика-орнаменталиста Жана Берена Старшего. Серия имела более ста повторений с небольшими изменениями. Известностью пользовались шпалеры серий «Победы короля» (продолжение серии «История Людовика XIV», вытканной на мануфактуре Гобеленов в 1665—1678 годах) и «Деяния Апостолов», созданная по картонам Рафаэля Санти для Сикстинской капеллы в Ватикане (также повторение с вариациями серии мануфактуры Гобеленов).
С 1726 года на мануфактуре работал известный художник Жан-Батист Удри, в 1733—1734 годах он были директором мануфактуры. С 1734 году для мануфактуры в Бове работал выдающийся мсастер стиля рококо Франсуа Буше. Он выполнил для мануфактуры сорок пять эскизов, в том числе для серий «История Психеи» и «Любовь богов» (Amours des Dieux). Эти шпалеры повторяли вплоть до 1774 года. На мануфактуре в Бове создавали также обивочные ткани для стен и мебели, ткани для каминных экранов, ширм, занавеси с изображениями цветочных гирлянд и букетов, пасторальных сцен в духе рококо. Успехом пользовались серии ковров «Итальянские праздники» (Fêtes Italiennes), «Благородные селяне» (Nobles Pastorales), ковры в стиле «шинуазри».
В 1739 году впервые ковры мануфактуры Бове были показаны на выставке в Парижском Салоне. В этот период на мануфактуре трудилось несколько сотен работников. В 1789 году с началом французской революции производство сократилось, поскольку страну покинуло большинство аристократических заказчиков. Мастерские были временно закрыты после спора между ткачами и администрацией. С 1790 года для мануфактуры работал Жан-Батист Юэ, с 1800 года был директором.
В 1802 году Наполеон Бонапарт объединил мануфактуру Бове с мануфактурой Гобеленов и сделал её государственным предприятием. Это послужило началом нового этапа её процветания. Но к середине столетия дорогие шпалеры стали выходить из моды.
Возрождение производства в Бове происходило в 1920—1930-х годах под руководством нового директора Жана Ажальбера (Jean Ajalbert). Он стал заказывать эскизы новых ковров у французских художников-модернистов, среди которых были Рауль Дюфи, Анри Матисс, Пабло Пикассо, Ле Корбюзье и другие. В 1976 году по инициативе министра культуры Андре Мальро в Бове открыли Национальную выставку шпалер, расположенную неподалеку от кафедрального собора города. Выставка имеет постоянную экспозицию ковров от Средневековья до современности.
Предприятие действует по настоящее время.

## Галерея

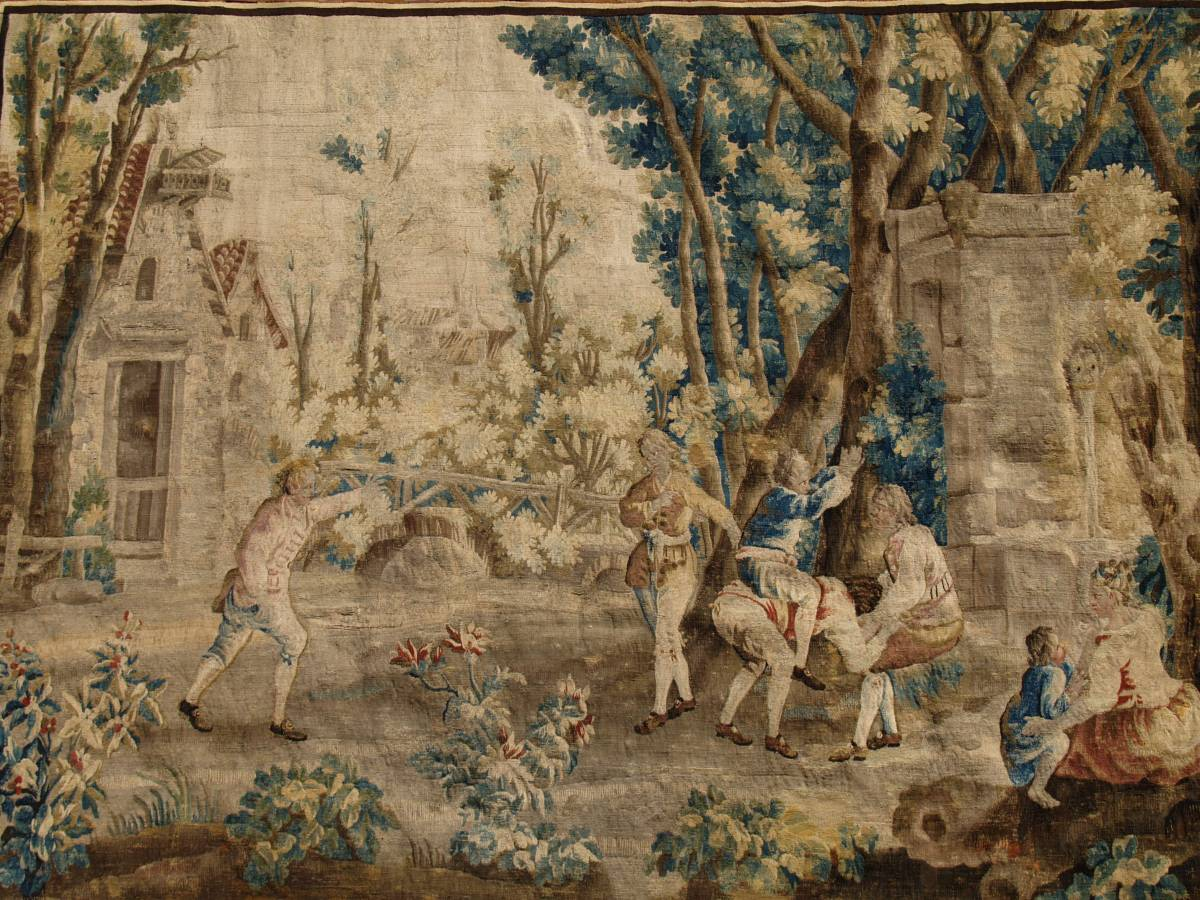
Bердюра. По картону Ж.-Б. Удри. 1686-1755
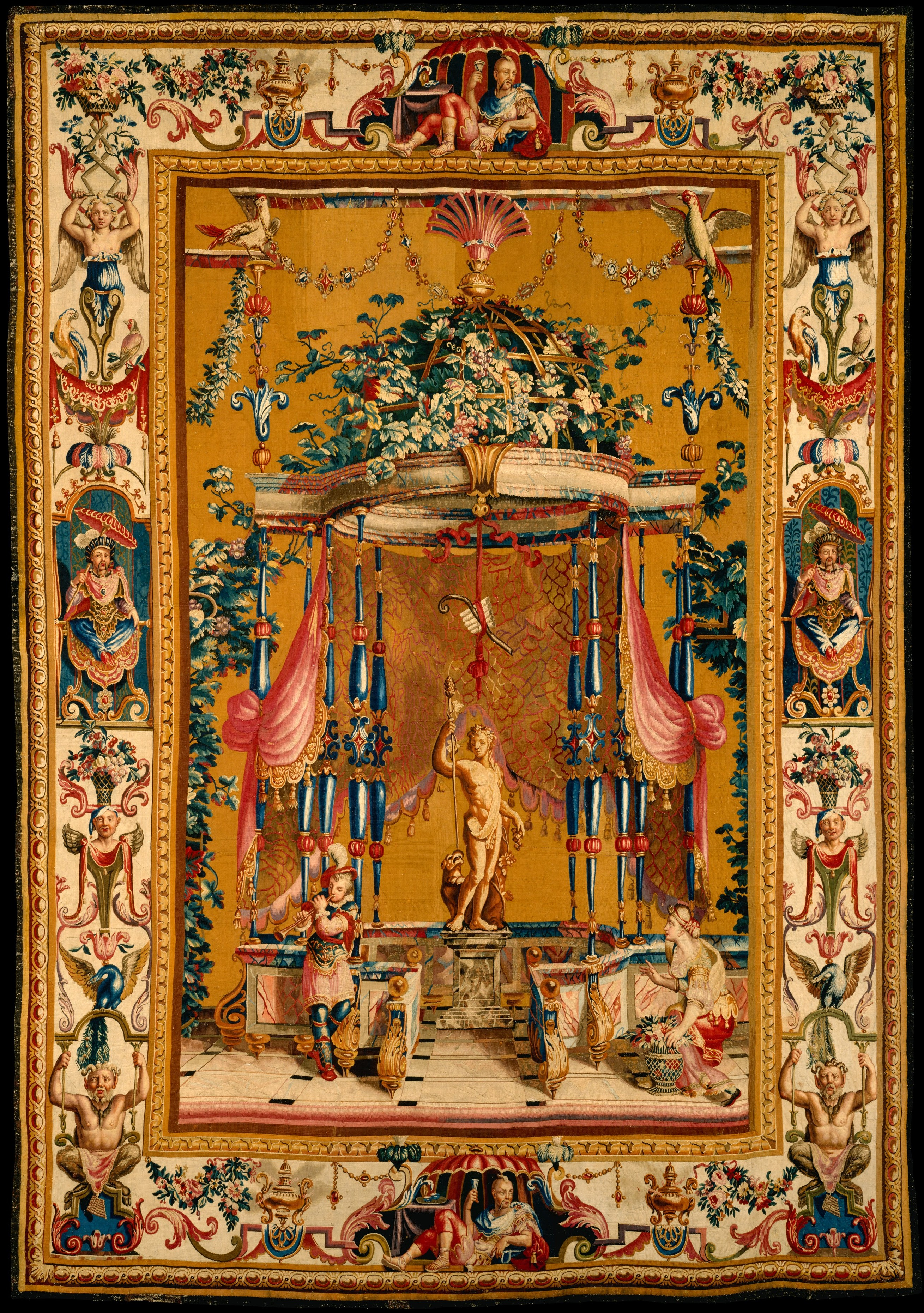
Ж.-Б. Моннуайе. По рисунку Ж. Берена. Приношение Бахусу. Шпалера из серии «Пять гротесков». Проект 1688. Шерсть, шёлк. 1690–1711
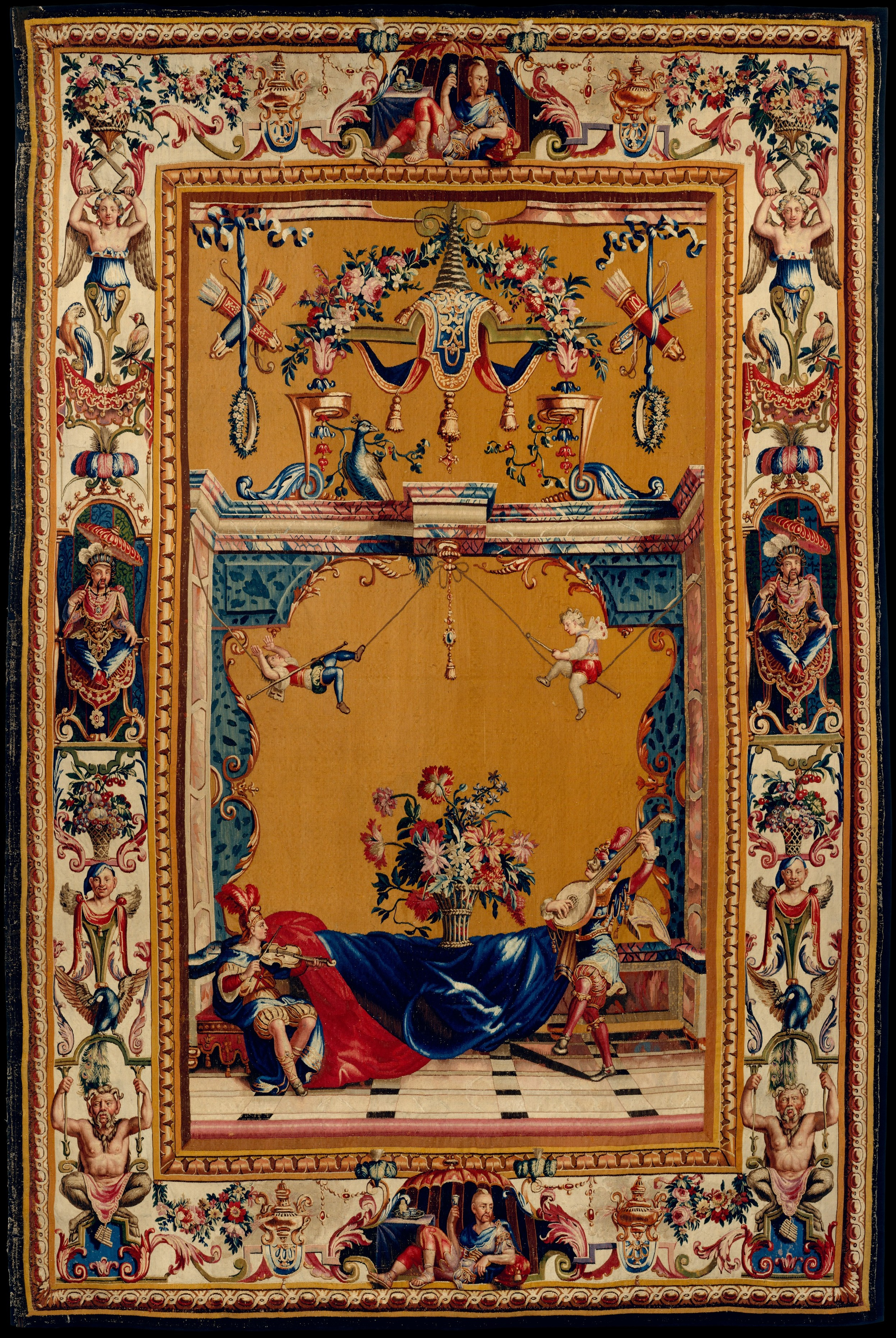
Ж.-Б. Моннуайе. По рисунку Ж. Берена.  Скрипач и лютнист. Шпалера из серии «Пять гротесков». Проект 1688. Шерсть, шёлк. 1690–1711
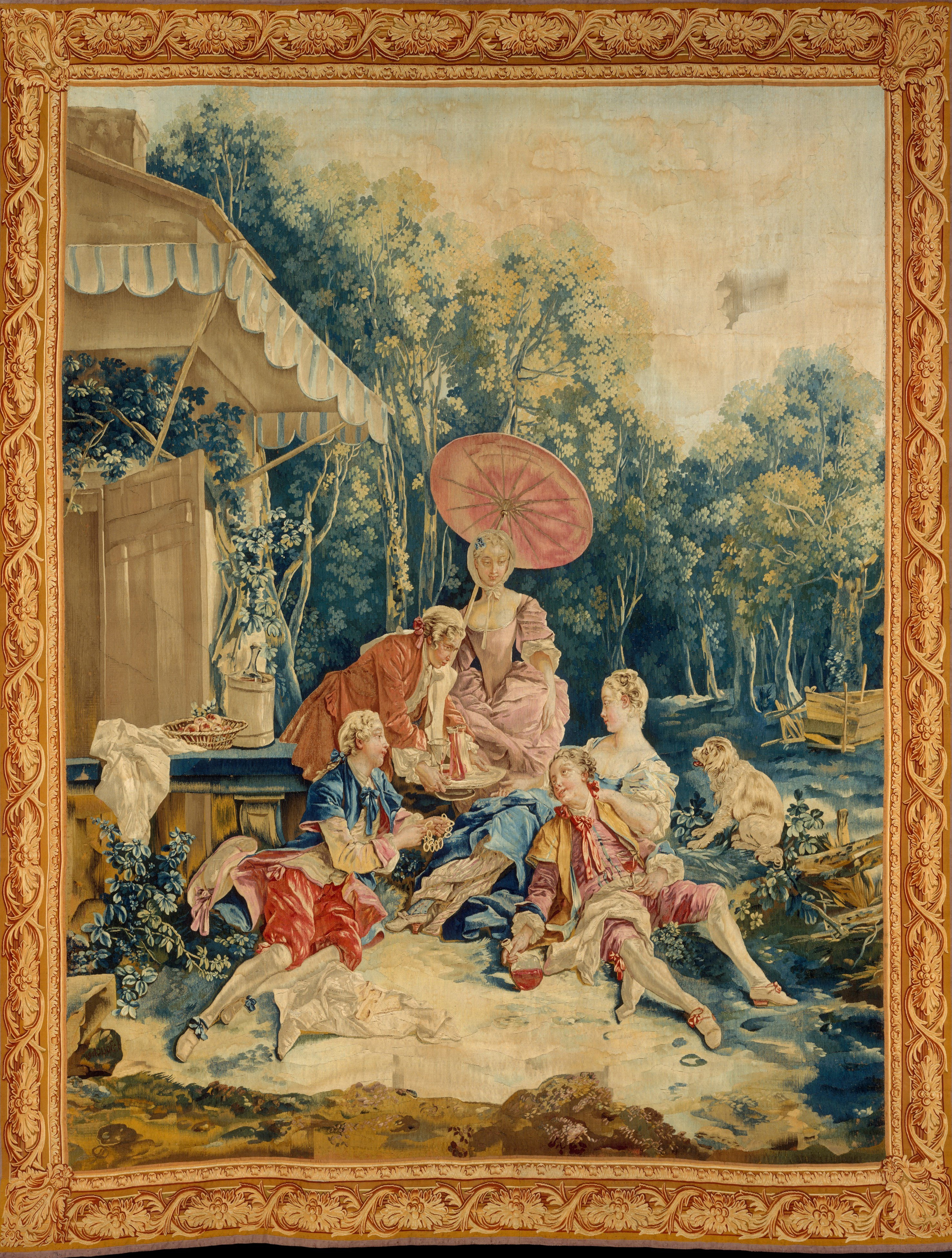
Шпалера из серии «Пасторали». По картонам Ф. Буше. Проект 1734–1736. Ткачество 1762. Шерсть, шёлк
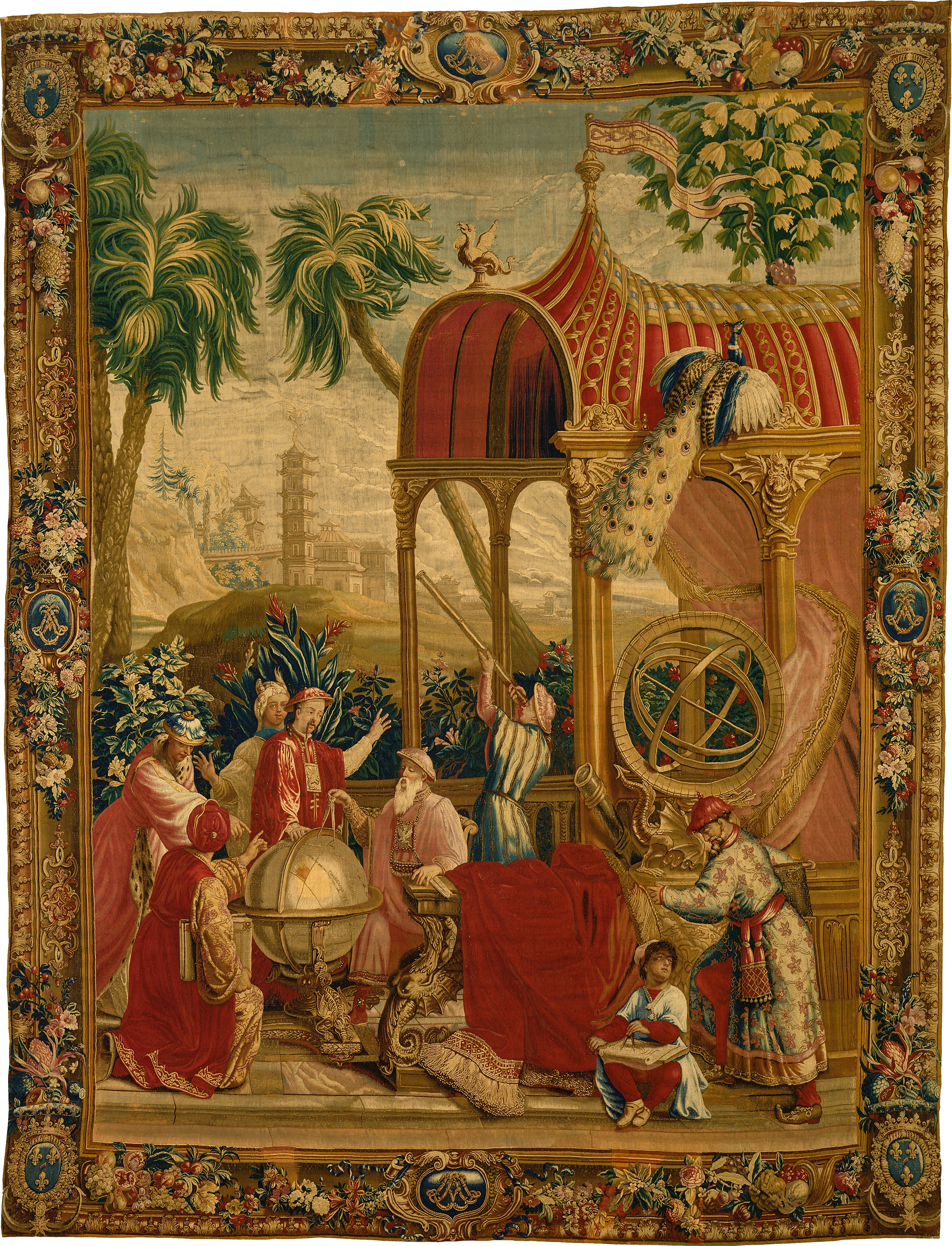
Обсерватория в Пекине с использованием новых инструментов, привезённых иезуитами в 1644 году. Между 1697 и 1705 гг.
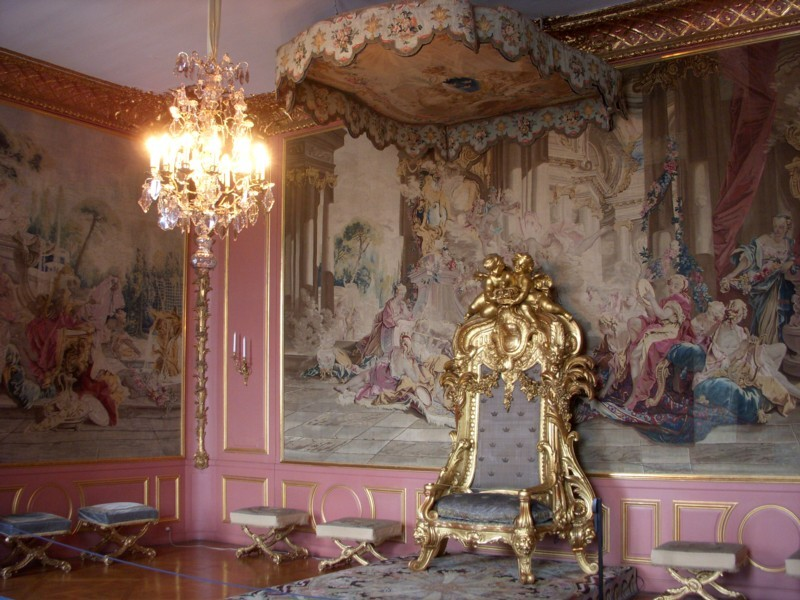
Зал аудиенций Королевского дворца в Стокгольме, Швеция. Шпалеры мануфактуры Бове из серии «История Психеи» по картонам Ф. Буше
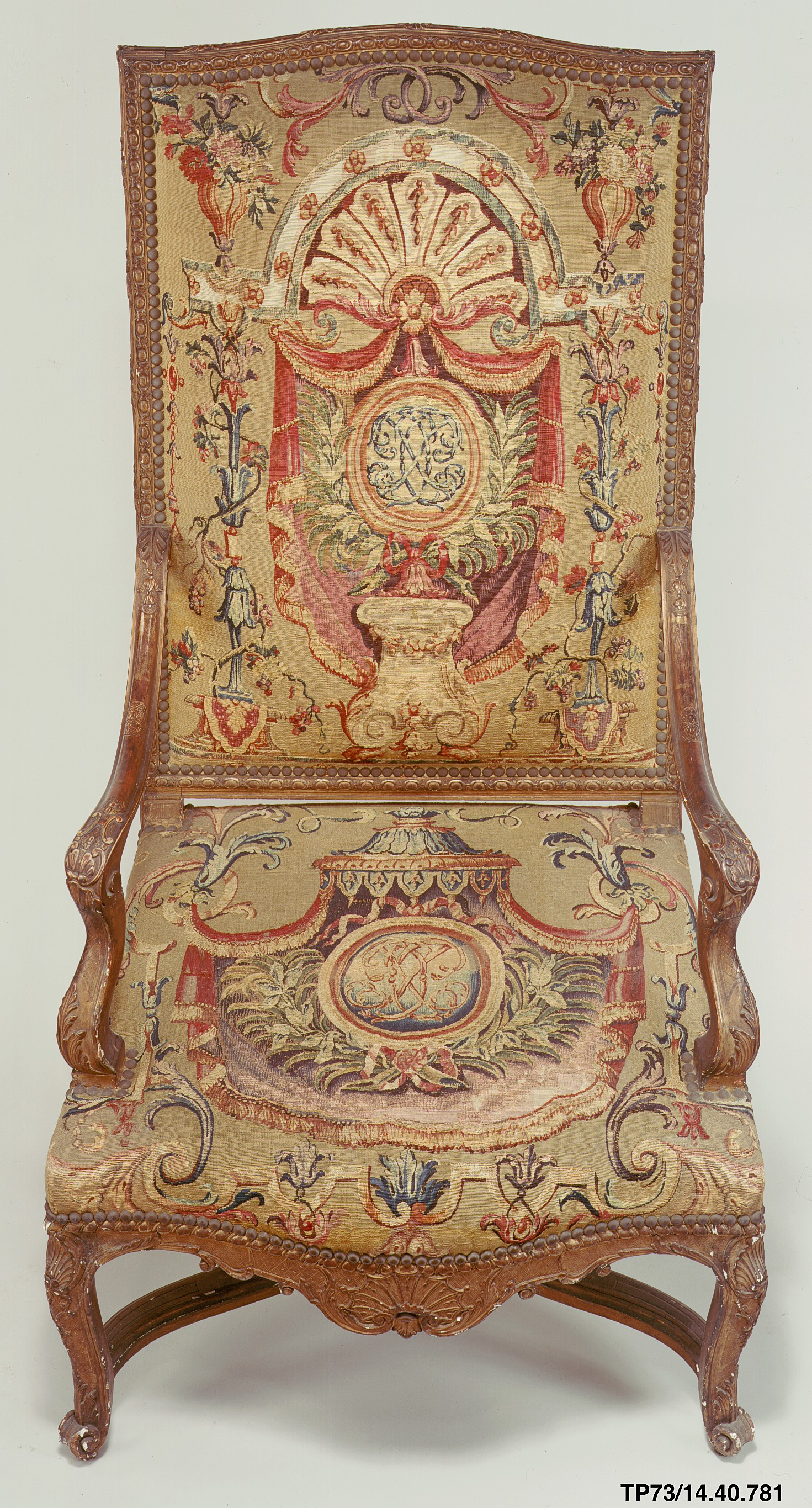
Кресло. Обивка по рисунку Ж. Берена. 1715–1720. Шерсть, шёлк